# Уравнение Гамильтона — Якоби
Уравнение Гамильтона — Якоби — уравнение вида
{\displaystyle H\left(q_{1},\dots ,q_{n};{\frac {\partial S}{\partial q_{1}}},\dots ,{\frac {\partial S}{\partial q_{n}}};t\right)+{\frac {\partial S}{\partial t}}=0.}
Здесь {\displaystyle S} обозначает классическое действие, {\displaystyle H(q_{1},\dots ,q_{n};p_{1},\dots ,p_{n};t)} — классический гамильтониан, {\displaystyle q_{i}} — обобщённые координаты.
Непосредственно относится к классической (неквантовой) механике, однако хорошо приспособлено для установления связи между классической механикой и квантовой, так как его можно, например, получить практически прямо из уравнения Шрёдингера в приближении быстроосциллирующей волновой функции (больших частот и волновых чисел).
В классической механике возникает обычно из специального канонического преобразования классического гамильтониана, которое приводит к этому нелинейному дифференциальному уравнению первого порядка, решение которого описывает поведение динамической системы.
Следует отличать уравнение Гамильтона — Якоби от уравнений движения Гамильтона и Эйлера — Лагранжа. Хотя это уравнение и выводится из них, оно представляет собой одно уравнение, описывающее динамику механической системы с любым количеством степеней свободы {\displaystyle s}, в отличие от {\displaystyle 2s} уравнений Гамильтона и {\displaystyle s} уравнений Эйлера — Лагранжа.
Уравнение Гамильтона — Якоби помогает элегантно решить задачу Кеплера.

## Каноническое преобразование
Уравнение Гамильтона — Якоби немедленно следует из того факта, что для любой производящей функции {\displaystyle S(q,p',t)} (пренебрегая индексами) уравнения движения принимают один и тот же вид для {\displaystyle H(q,p,t)} и {\displaystyle H'(q',p',t)} при следующем преобразовании:
{\displaystyle {\frac {\partial S}{\partial q}}=p,\quad {\frac {\partial S}{\partial p'}}=q',\quad H'=H+{\frac {\partial S}{\partial t}}.}
Новые уравнения движения становятся
{\displaystyle {\frac {\partial H'}{\partial q'}}=-{\frac {dp'}{dt}},\quad {\frac {\partial H'}{\partial p'}}={\frac {dq'}{dt}}.}
Уравнение Гамильтона — Якоби появляется из специфической производящей функции {\displaystyle S(q,p',t)}, которая делает {\displaystyle H'(q',p',t)} тождественной нулю. В этом случае все его производные зануляются, и
{\displaystyle {\frac {dp'}{dt}}={\frac {dq'}{dt}}=0.}
Таким образом, в штрихованной системе координат система совершенно стационарна в фазовом пространстве. Однако мы ещё не определили, при помощи какой производящей функции {\displaystyle S} достигается преобразование в штрихованную систему координат. Мы используем тот факт, что
{\displaystyle H'(q',p',t)=H(q,p,t)+{\frac {\partial S}{\partial t}}=0.}
Поскольку {\displaystyle p=\partial S/\partial q,} можно записать
{\displaystyle H\left(q,{\frac {\partial S}{\partial q}},t\right)+{\frac {\partial S}{\partial t}}=0,}
что является уравнением Гамильтона — Якоби.

## Решение
Уравнение Гамильтона — Якоби часто решают методом разделения переменных. Пусть некоторая координата (для определённости будем говорить о {\displaystyle q_{1}}) и соответствующий ей импульс {\displaystyle {\frac {\partial S}{\partial q_{1}}}} входят в уравнение в форме
{\displaystyle {\frac {\partial S}{\partial t}}+H\left(f_{1}\left(q_{1},{\frac {\partial S}{\partial q_{1}}}\right),q_{2},\dots ,q_{n},{\frac {\partial S}{\partial q_{2}}},\dots ,{\frac {\partial S}{\partial q_{n}}}\right)=0.}
Тогда можно положить
{\displaystyle f_{1}\left(q_{1},{\frac {\partial S}{\partial q_{1}}}\right)=\alpha _{1},}
{\displaystyle {\frac {\partial S}{\partial q_{1}}}=g_{1}(q_{1},\alpha _{1}),}
где {\displaystyle \alpha _{1}} — произвольная постоянная, {\displaystyle g_{1}} — обратная функция, и решать уравнение Гамильтона — Якоби уже с меньшим числом переменных. Если процесс можно продолжить по всем переменным, то решение уравнения примет вид
{\displaystyle S=-\int H(\alpha _{1},\dots ,\alpha _{n})\,dt+\int g_{1}(q_{1},\alpha _{1})\,dq_{1}+\int g_{2}(q_{2},\alpha _{1},\alpha _{2})\,dq_{2}+\ldots +\int g_{n}(q_{n},\alpha _{1},\dots ,\alpha _{n})\,dq_{n}+k,}
где {\displaystyle \alpha _{i}} — произвольные постоянные, {\displaystyle k} — константа интегрирования. Напомним, что при этом {\displaystyle S} является функцией конечной точки {\displaystyle (q_{1},\dots ,q_{n})}. Так как действие задаёт каноническое преобразование гамильтоновой системы, его производные по координатам — это импульсы в новой системе координат, поэтому они должны сохраняться:
{\displaystyle \beta _{i}={\frac {\partial S}{\partial \alpha _{i}}}(\mathbf {q} ,\alpha _{1},\dots ,\alpha _{n},t).}
Совместно с уравнениями для импульсов это определяет движение системы.
Также если в голономной системе с {\displaystyle s} степенями свободы кинетическая энергия имеет вид {\displaystyle T={\frac {1}{2}}f\sum _{m=1}^{s}A_{m}({\dot {q}}_{m}^{2}),} и потенциальная энергия имеет вид {\displaystyle \Pi ={\frac {1}{f}}f\sum _{m=1}^{s}\Pi _{m}(q_{m}),} где {\displaystyle f=\sum _{m=1}^{s}F_{m}(q_{m}),} то интегрирование уравнения Гамильтона—Якоби приводит к квадратурам (решение можно представить в виде комбинации элементарных функций и интегралов от них), см. Теорема Лиувилля об интеграле уравнения Гамильтона — Якоби.